# Sobralia
Sobralia Ruiz & Pav., 1794 è un genere di piante della famiglia delle orchidacee (sottofamiglia Epidendroideae), diffuso in America centrale e Sud America.
Il nome del genere è un omaggio al botanico spagnolo Francisco Sobral.

## Tassonomia
Comprende oltre 160 specie tra cui:

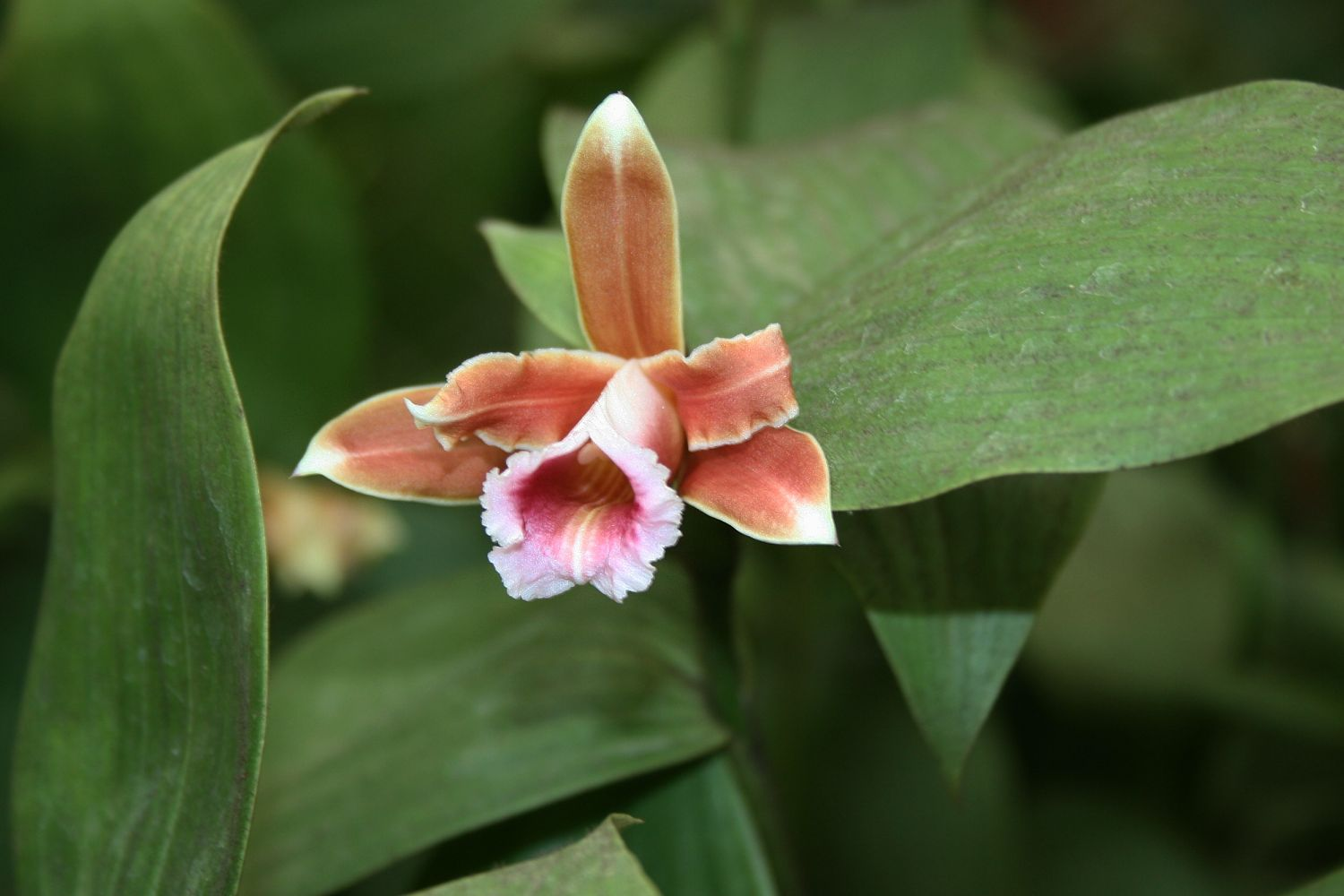
Sobralia atropubescens
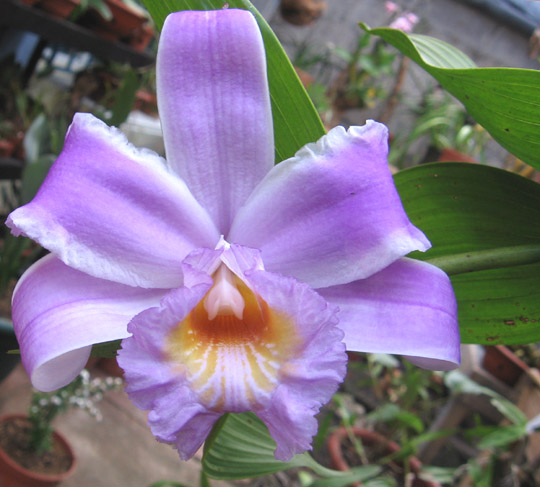
Sobralia decora
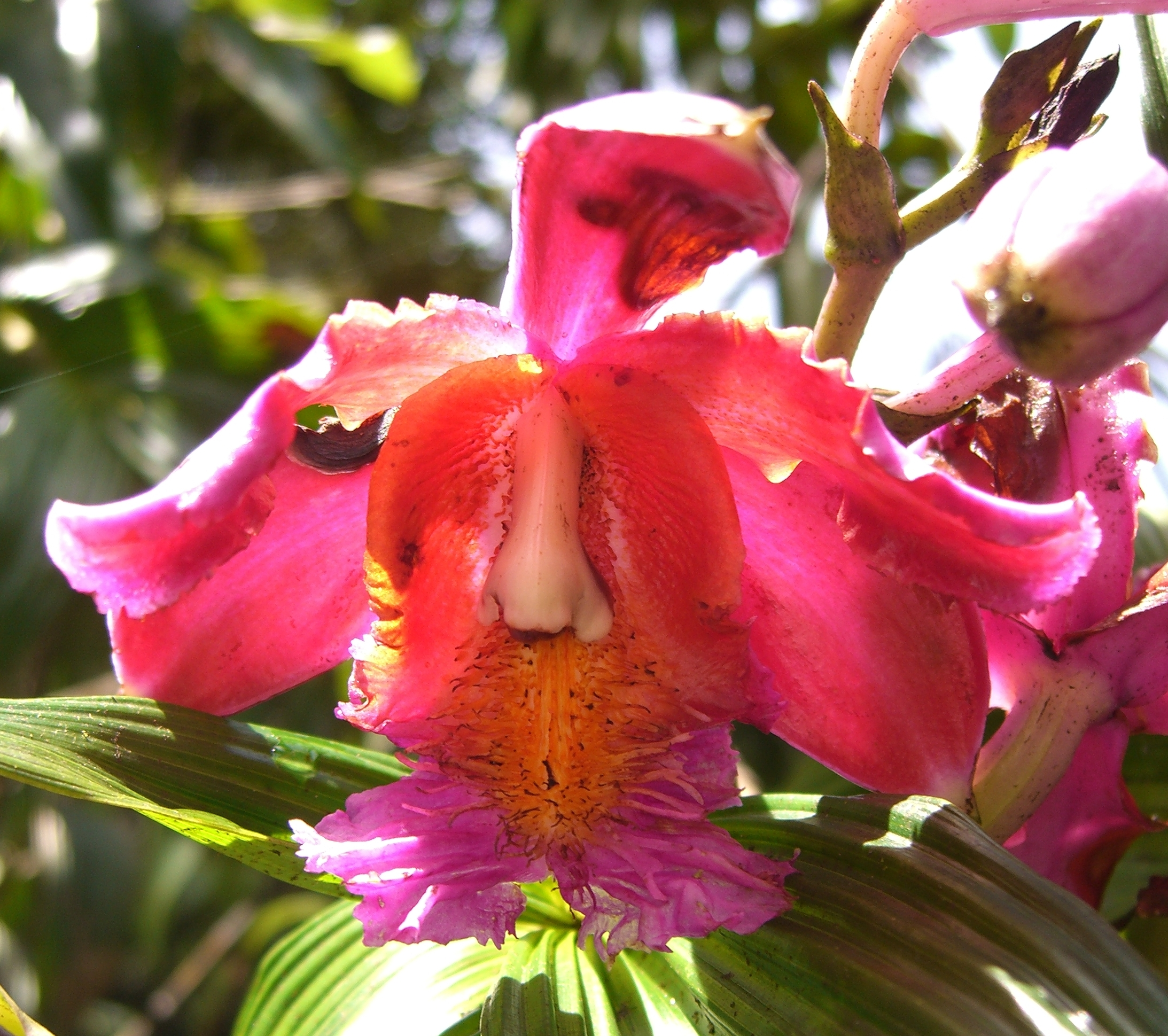
Sobralia dichotoma specie tipo
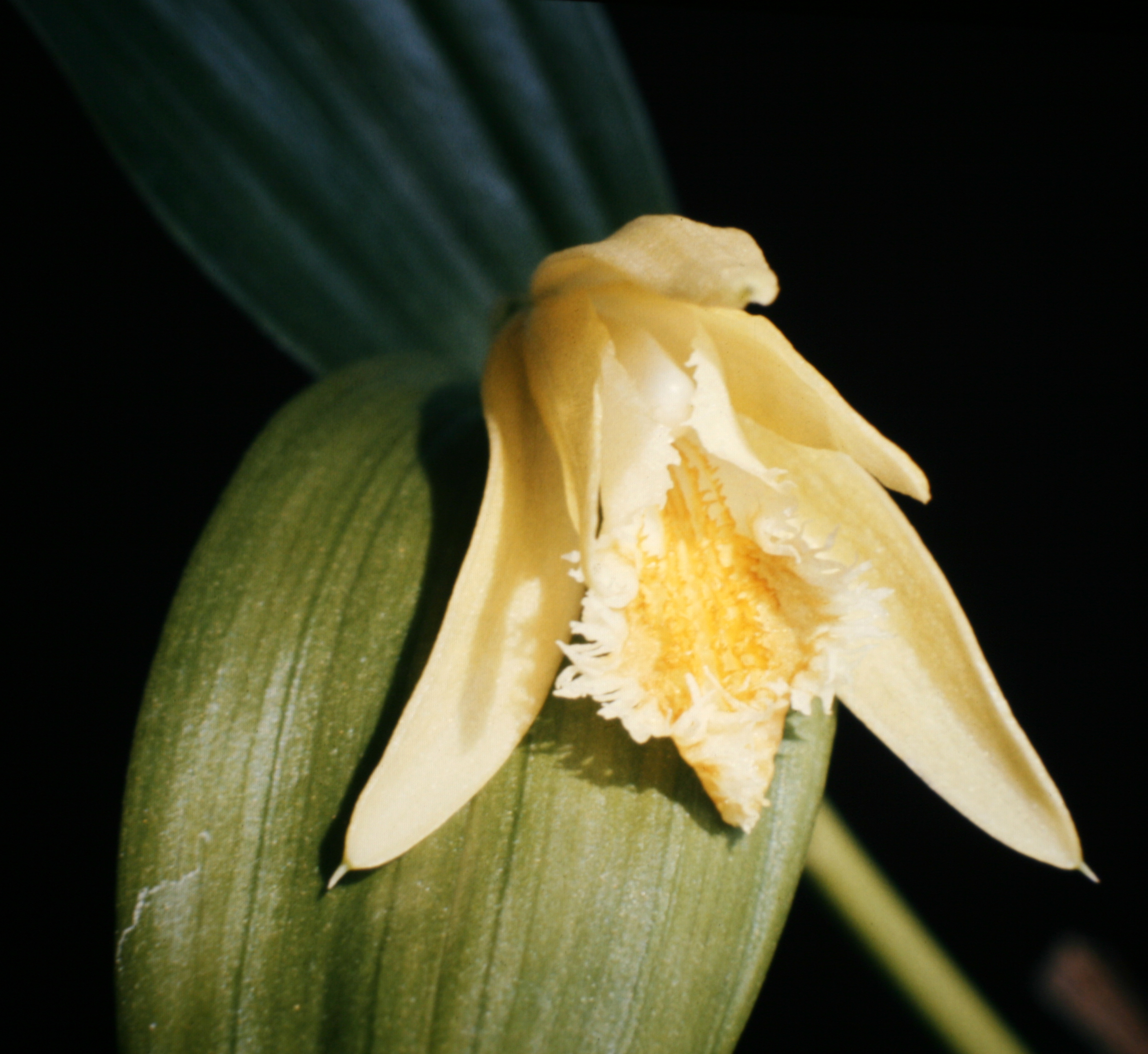
Sobralia fragrans
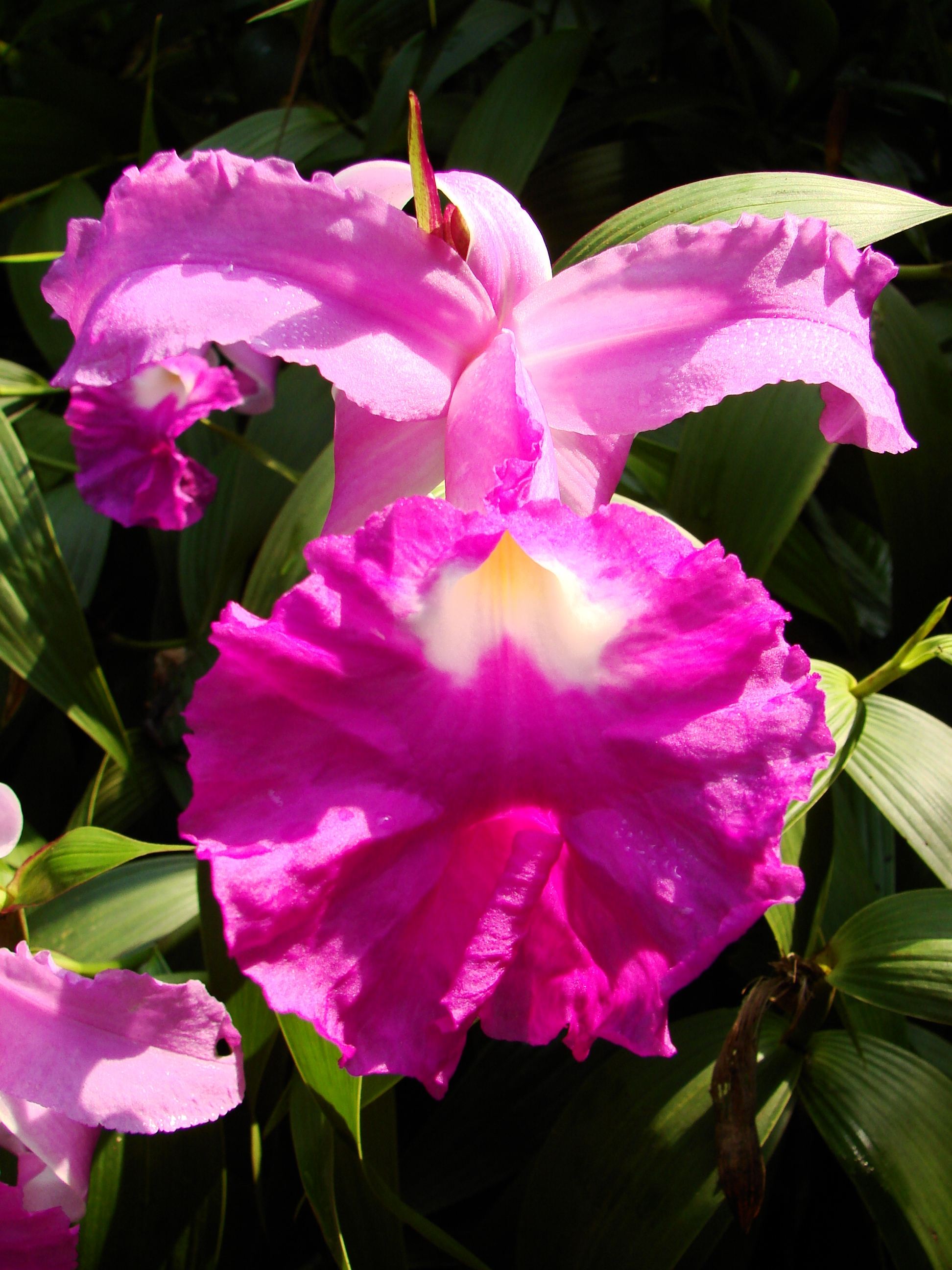
Sobralia macrantha
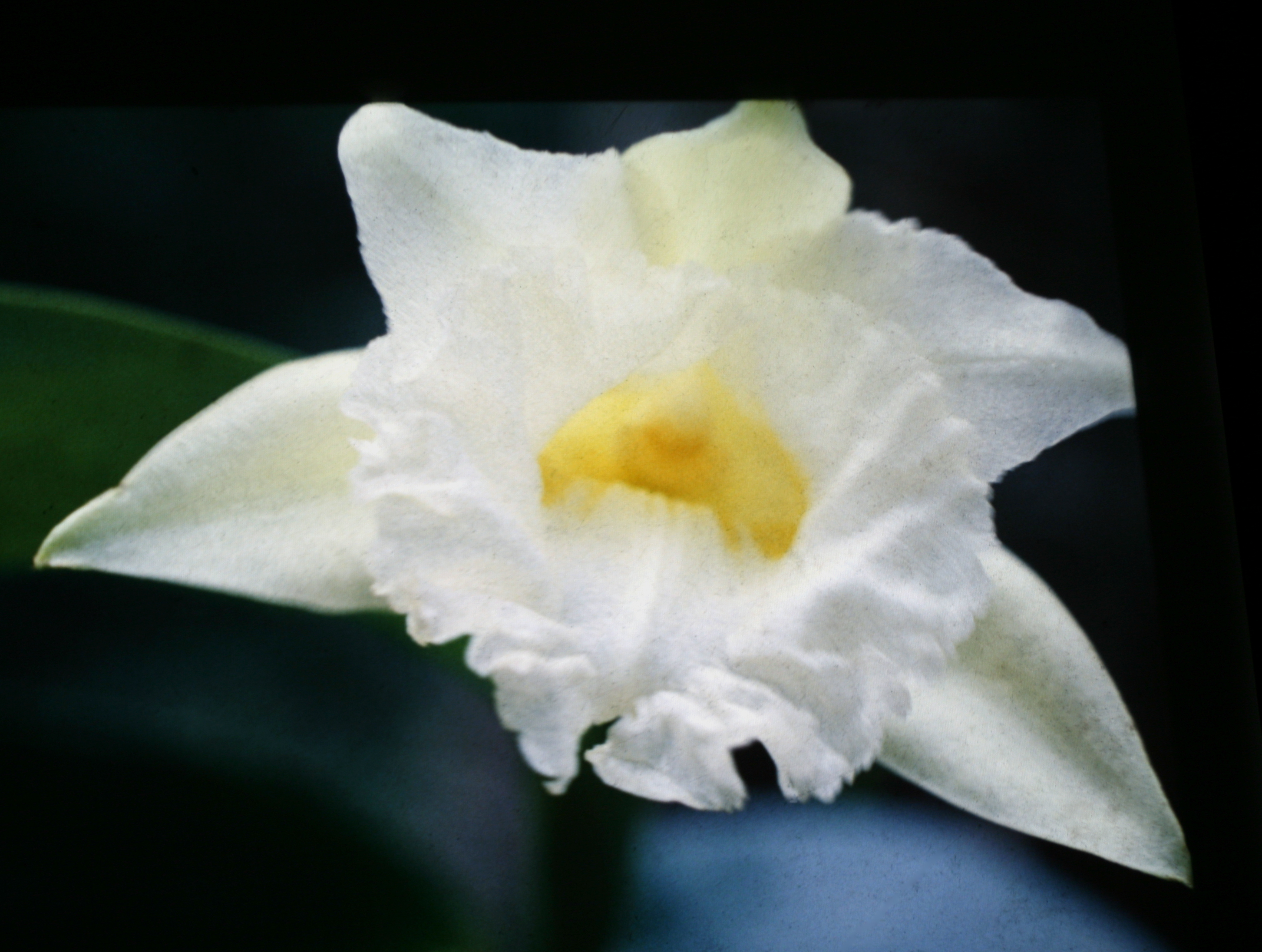
Sobralia macrophylla
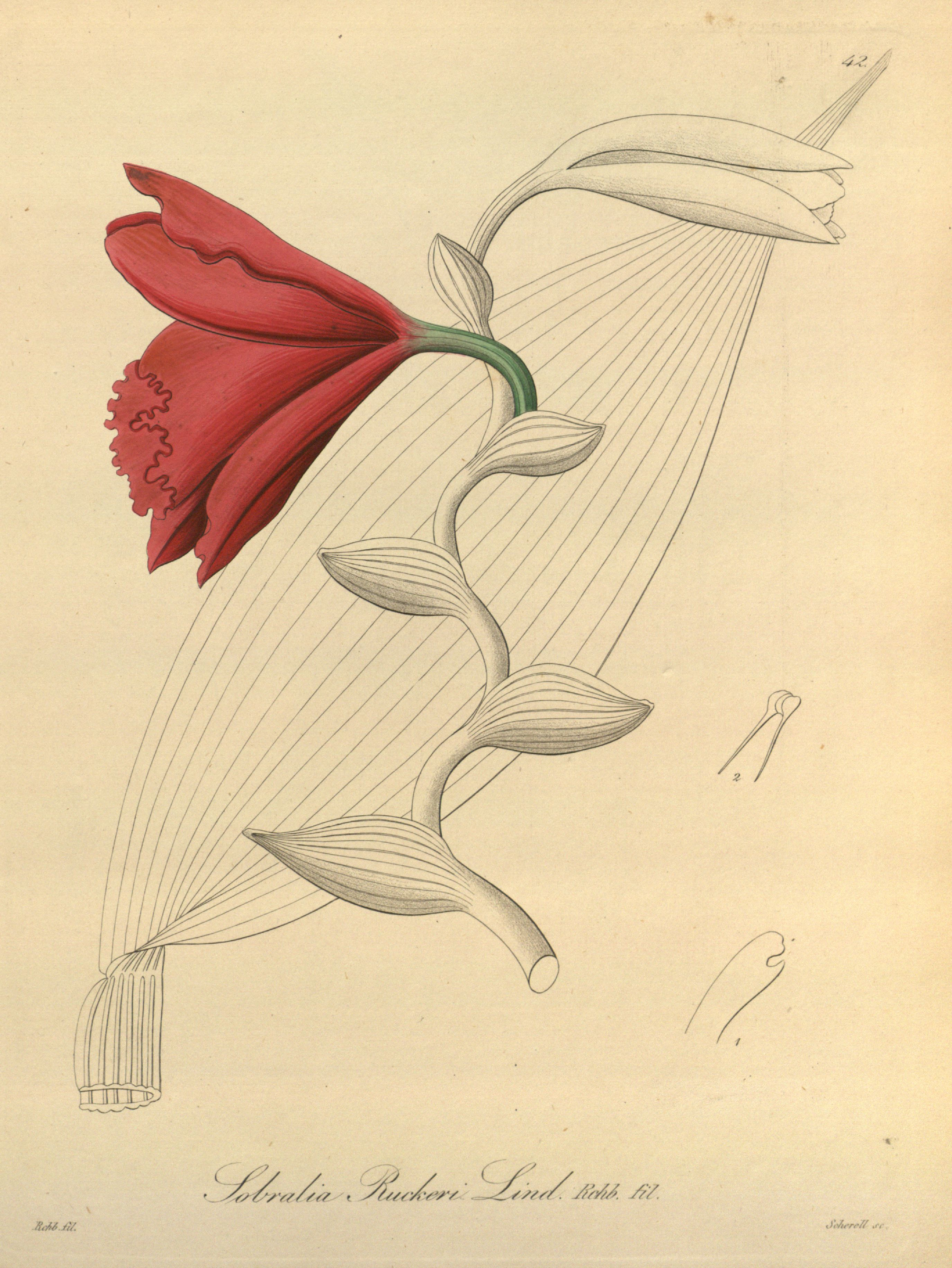
Sobralia ruckeri
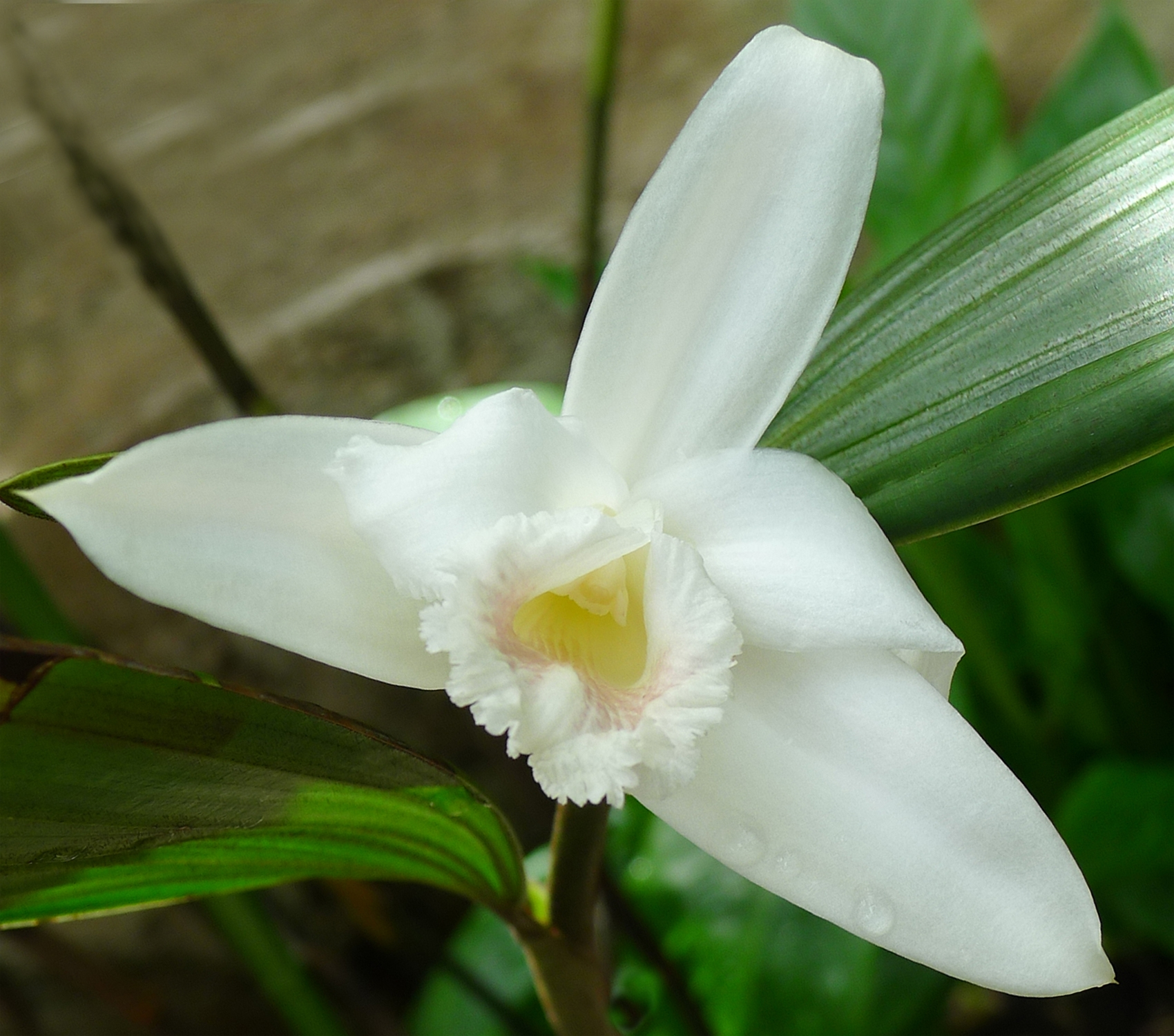
Sobralia setigera